# Natalija Volodimirivna Dobrinszka
Natalija Volodimirivna Dobrinszka (ukránul: Наталія Володимирівна Добринська, oroszul: Наталья Владимировна Добринская [Natalja Vlagyimirovna Dobrinszkaja]; 1982. május 29. –) olimpiai bajnok ukrán atléta, többpróbázó. A 2010-es fedett pályás világbajnokságon ötpróbában elért 4851 pontos eredménye élő ukrán rekord.

## Pályafutása
2004-ben új ukrán rekorddal lett ezüstérmes a fedett pályás világbajnokságon az ötpróba számában. Ebben az évben vett részt első alkalommal az olimpiai játékokon. Athénban a hétpróba versenyén szerepelt, melyet nyolcadikként zárt.
2005-ben harmadik lett ötpróbában a fedett pályás Európa-bajnokságágon, és kilencedik hétpróbában a helsinki világbajnokságon. Az ezt követő két évben nem ért el nemzetközi sikereket.
A pekingi olimpián a hét próbából kettőn, a súlylökésben és a távolugrásban is első lett, és csak két próbán végzett a legjobb tízen kívül. Végül új egyéni legjobbjával, 6733 ponttal – mindössze harminchárom pontos előnnyel – elsőként zárt honfitársa, Ljudmila Blonszka előtt, és lett aranyérmes. Blonszkát doppingvétség miatt később kizárták, így a szám ezüstérmese az amerikai Hyleas Fountain lett, míg harmadiknak az orosz Tatyjana Csernova lépett elő.
Sikere ellenére a 2009-es berlini világbajnokságon csak a negyedik helyen végzett. 2010 márciusában 4851 pontos új ukrán csúccsal ötpróbában második lett a dohai fedett pályás világbajnokságon a brit Jessica Ennis mögött, majd a júliusi Európa-bajnokságon új egyéni csúccsal – és újfent Ennis mögött – szerzett ezüstérmet hétpróbában.

## Egyéni legjobbjai
- 60 méteres gátfutás - 8,33 s (2010)
- 100 méteres gátfutás - 13,44 s (2008)
- 200 méteres síkfutás - 24,23 s (2010)
- 800 méteres síkfutás (fedett) - 2:14,85 s (2010)
- 800 méteres síkfutás (szabadtér) - 2:12,06 s (2010)
- Magasugrás (fedett) - 1,85 m (2007)
- Magasugrás (szabadtér) - 1,86 m (2006)
- Távolugrás (fedett) - 6,49 m (2006)
- Távolugrás (szabadtér) - 6,63 m (2008)
- Súlylökés (fedett) - 17,18 m (2008)
- Súlylökés (szabadtér) - 17,29 m (2008)
- Gerelyhajítás - 49,25 m (2010)
- Hétpróba - 6778 pont (2010)
- Ötpróba - 4851 pont (2010)